# Nefre
Nefre – polski zespół muzyczny z Częstochowy, wykonujący muzykę pop z elementami reggae.
Grupa Nefre powstała na początku 2006 r. Jej założyciele Kamil „Kamilos” Ostrowski oraz Piotr „Dziker” Chrząstek współtworzyli i współpracowali wcześniej m.in. z Lari Fari, Ideo, Natanael, Habakuk. Nefre obecnie liczy 7 osób, są wśród nich muzycy sesyjni. Stylistyka grupy łączy w sobie takie gatunki jak reggae, ragga, hip-hop i funk. Nefre to przede wszystkim zespół koncertowy, na samym początku swojej działalności wygrał międzynarodowy festiwal Balkan Youth Festival 2006 w miejscowości Sandanski na południu Bułgarii a także rok później podczas eliminacji do opolskich "Debiutów" organizowanych przez Telewizję Polską S.A. zwyciężając spośród 72 wykonawców zgłoszonych do I Etapu w katowickim oddziale TVP S.A. 
Grupa wydała do tej pory album „Słuchaj” (My Music 2007) zaistniała również na licznych składankach wytwórni My Music oraz Radia ESKA, składance „4fun.tv hits” telewizji muzycznej 4Fun TV & Universal Music, na płycie Superjedynki 2008 (TVP1, SONY BMG) oraz składance z muzyką reggae dołączonej do największego magazynu muzycznego traktującego o muzyce reggae w Polsce Free Colours.
Nefre gościła w wielu programach telewizyjnych m.in. „Kuba Wojewódzki” (TVN); „Czat z Gwiazdą” (4Fun TV); „Kawa czy Herbata” (TVP1); „Pytanie na śniadanie” (TVP2). Zespół ma na swoim koncie 4 teledyski obecne w ogólnopolskich mediach muzycznych.
Pierwsza płyta zespołu „Słuchaj” została nominowana do nagrody Superjedynki 2008 przez TVP1, Interia.pl oraz Super TV w kategorii „Fonograficzny Debiut Roku”.
W sierpniu 2008 r. TVP zarejestrowała zdjęcia do piosenki „Częstochowa” – singla promującego drugą płytę Nefre „Patrz”. Premiera na antenie TVP miała miejsce we wrześniu 2008 r. We wrześniu 2008 r. grupa Nefre wystąpiła u boku gwiazd polskiej muzyki w katowickim Spodku podczas wielkiego koncertu charytatywnego „Budujemy nadzieję”. W grudniu 2008 nakładem firmy Media Art Music grupa NEFRE wydała swoją drugą płtę zatytułowaną "Patrz".
W marcu 2009 Urząd Miasta Częstochowy wydaje singiel "Witamy w mieście / Welcome to the City". Znalazły się na nim 3 premierowe utwory zespołu NEFRE promujące rodzime miasto muzyków Częstochowę.
6 czerwca 2009 wystąpili na festiwalu ReggaeDay na stadionie żużlowym "Arena Częstochowa" razem z takimi zespołami jak: Vavamuffin, Indios Bravos i Maleo Reggae Rockers. Impreza odbyła się pod patronatem m.in. radia RMF MAxxx, Gazety Wyborczej oraz serwisu Interia.pl.

## Aktualny skład
- Piotr "Dziker" Chrząstek - wokal, rap
- Dominika Bąbelewska - wokal
- Kamil "Kamilos" Ostrowski - gitara
- Jacek Fedkowicz - gitara basowa
- Michał Polak - perkusja
- Paweł Gruca - instrumenty klawiszowe
- Daniel Pomorski - trąbka